# Мисс США 1984
Мисс США 1984 (англ. Miss USA 1984) — 33-й конкурс красоты Мисс США прошедший 17 мая 1984 года, в Lakeland Civic Auditorium, Лейкленд, Флорида. Победительницей конкурса стала Мэй Шэнли из штата Нью-Мексико.
Конкурс был организован Бобом Баркером. Это был первый конкурс с 1971 года, когда в последний раз проводился на старом месте.

## Результаты
| Итоговое место | Участница |
| -------------- | --- |
| Мисс США 1984  | - Нью-Мексико — Мэй Шэнли |
| 1-я Вице Мисс  | - Западная Виргиния — Келли Андерсон                                                                                                  |
| 2-я Вице Мисс  | - Теннесси — Дезире Дэниелс |
| 3-я Вице Мисс  | - Миссури — Сандра Персиваль |
| 4-я Вице Мисс  | - Вашингтон (округ Колумбия) — Стефани Леминг                                                                                         |
| Полуфиналистки | - Иллинойс — ЛаВонн Мисселль - Орегон — Дебби Эпперсон - Северная Каролина — Куки Ноак - Оклахома — Джулия Мёрдок - Техас — Лаура Шоу |

### Специальные награды
| Награда              | Участницы                    |
| -------------------- | ---------------------------- |
| Мисс Конгениальность | - Нью-Гэмпшир — Диана Гадури |
| Мисс Фотогеничность  | - Техас — Лаура Шоу          |

### Полуфинальные количество очков
| \| Штат \| Предварительно \| Интервью \| Купальный костюм \| Вечернее платье \| Средний балл \| \| -------------------------- \| -------------- \| -------- \| ---------------- \| --------------- \| ------------ \| \| Нью-Мексико \| 8.913 \| 9.533 \| 9.300 \| 9.422 \| 9.418 \| \| Западная Виргиния \| 9.008 \| 9.465 \| 9.277 \| 9.454 \| 9.398 \| \| Вашингтон (округ Колумбия) \| 8.483 \| 9.244 \| 9.014 \| 9.400 \| 9.219 \| \| Миссури \| 8.422 \| 9.311 \| 8.922 \| 9.055 \| 9.096 \| \| Теннесси \| 8.564 \| 8.877 \| 9.211 \| 9.055 \| 9.047 \| \| Иллинойс \| 8.917 \| 9.088 \| 9.011 \| 8.966 \| 9.022 \| \| Орегон \| 8.981 \| 9.040 \| 8.687 \| 9.333 \| 9.020 \| \| Северная Каролина \| 8.791 \| 9.166 \| 8.822 \| 9.022 \| 9.003 \| \| Оклахома \| 8.616 \| 8.744 \| 8.522 \| 8.853 \| 8.706 \| \| Техас \| 8.715 \| 8.277 \| 8.588 \| 8.944 \| 8.603 \| | Победительница 1-я Вице Мисс 2-я Вице Мисс 3-я Вице Мисс 4-я Вице Мисс Топ 12 |          |                  |                 |              |
| Штат | Предварительно                                                                | Интервью | Купальный костюм | Вечернее платье | Средний балл |
| Нью-Мексико | 8.913                                                                         | 9.533    | 9.300            | 9.422           | 9.418        |
| Западная Виргиния | 9.008                                                                         | 9.465    | 9.277            | 9.454           | 9.398        |
| Вашингтон (округ Колумбия) | 8.483                                                                         | 9.244    | 9.014            | 9.400           | 9.219        |
| Миссури | 8.422                                                                         | 9.311    | 8.922            | 9.055           | 9.096        |
| Теннесси | 8.564                                                                         | 8.877    | 9.211            | 9.055           | 9.047        |
| Иллинойс | 8.917                                                                         | 9.088    | 9.011            | 8.966           | 9.022        |
| Орегон | 8.981                                                                         | 9.040    | 8.687            | 9.333           | 9.020        |
| Северная Каролина | 8.791                                                                         | 9.166    | 8.822            | 9.022           | 9.003        |
| Оклахома | 8.616                                                                         | 8.744    | 8.522            | 8.853           | 8.706        |
| Техас | 8.715                                                                         | 8.277    | 8.588            | 8.944           | 8.603        |

## Штаты-участницы
| - Алабама — Келли Флауэрс - Аляска — Шерри МакНилли - Аризона — Дарья Спарлинг - Арканзас — Шелли Бойд - Калифорния — Терезы Ринг - Колорадо — Мишель Андерсон - Коннектикут — Линн Скало - Делавэр — Дениз Ленник - Вашингтон (округ Колумбия) — Стефани Леминг - Флорида — Стейси Хассфурдер - Джорджия — Джейн Потит - Гавайи — Пуна Стилман - Айдахо — Валенсия Бильё - Иллинойс — ЛаВонн Мисселль - Индиана — Сьюзан Уилларбо - Айова — Мишель Буазверт - Канзас — Элизабет Джонсон - Кентукки — Тэмми Мелендес - Луизиана — Русанна Журдан - Мэн — Викки Линн Гай - Мэриленд — Бетси Кук - Массачусетс — Дебора Нири - Мичиган — Адриана Крамбек - Миннесота — Марта Морк - Миссисипи — Карла Грин - Миссури — Сандра Персиваль | - Монтана — Кристи Огрен - Небраска — Джони Рандалл - Невада — Донна Ли Макнил - Нью-Гэмпшир — Дайан Гадури - Нью-Джерси — Дайан Эверетт Гуалтар - Нью-Мексико — Мэй Шэнли - Нью-Йорк — Каролина Флури - Северная Каролина — Куки Ноак - Северная Дакота — Сюзанна Льюис - Огайо — Рози Эрвин - Оклахома — Джулия Мёрдок - Орегон — Дебби Эпперсон - Пенсильвания — Тина Олбрайт - Род-Айленд — Дебби Моури - Южная Каролина — Джинджер Гри - Южная Дакота — Донна Смит - Теннесси — Дезире Дэниелс - Техас — Лаура Шоу - Юта — Мишель Линн Браун - Вермонт — Сью О’Брайен - Виргиния — Лия Раш - Вашингтон — Сью Джерриш - Западная Виргиния — Келли Андерсон - Висконсин — Тамара Су Шофф - Вайоминг — Шерил Роусон |

Специальные записи
- Юная Мисс США 1983 — Рут Закарян
- Юная Мисс США 1984 — Шериз Хауген

## Судьи
- Джим Крейг
- Анна Колон
- Ральф Вулф Коуэн[англ.]
- Энн Кирстин Кленшоу
- Билли Хафси[англ.]
- Ким Силбред — Мисс США 1981
- Тони Дорсетт[англ.]
- Дэвид Мейсон Дэниэлс
- Кэтрин Хикленд
- Ирвинг Мэнсфилд[англ.]
- Вики Лоуренс